# Istanbul (настільна гра)
Istanbul — європейська настільна гра, розроблена Рюдігером Дорном та проілюстрована Андреасом Решем і Гансом-Георгом Шнайдером, випущена у 2014 році компанією Pegasus Spiele.
Istanbul отримав нагороду Kennerspiel des Jahres у 2014 році. У 2015 році було випущено доповнення Istanbul: Mocha & Baksheesh, яке включає каву, гільдії та таверни. У 2016 році було випущено доповнення Istanbul: Letters & Seals, де гравці доставляють листи, яке можна інтегрувати з іншими доповненнями.

## Ігровий процес
Гравці керують купцем та його чотирма помічниками на базарі в Стамбулі. На різних локаціях можна залишити помічників для виконання конкретних завдань, і потрібно їх забрати, коли завдання буде завершено. Отже, для успіху потрібне ретельне планування розподілу помічників. Протягом гри купець штовхає візок, об'єм якого можна збільшувати, та отримує особливі здібності, але найголовніше — купує та продає товари, щоб першим зібрати п'ять рубінів.

## Оцінки та відгуки
Гра отримала переважно позитивні відгуки та входить до топ-150 всіх настільних ігор за версією BGG. I Slay The Dragon зазначив, що гра «пропонує кілька унікальних ідей та застосовує загальну стратегію гри, яка є міцною», а Board Games Land зазначив, що гра «виділяється як ідеальна сімейна настільна гра завдяки своєму елегантному та розумному дизайну». Журнал Paste також описав Istanbul як «фантастичну сімейну гру».

## Нагороди та номінації
- 2014 — переможець Kennerspiel des Jahres[4]
- 2014 — переможець Swiss Gamers Award[5]
- 2014 — переможець Gouden Ludo[6]
- 2014 — номінація на Golden Geek Board Game of the Year[7]
- 2014 — номінація на Golden Geek Best Strategy Board Game[8]
- 2014 — номінація на Golden Geek Best Family Board Game[9]
- 2014 — номінація на Meeples' Choice[10]